# Clash (Kryptologie)
Clash (/klæʃ/; Plural: Clashes; deutsch Zusammenstoß, Geklirr, Widerstreit) ist ein spezieller Fachbegriff in der Kryptanalyse. Er wurde von britischen Codeknackern im englischen Bletchley Park (B.P.) in Zusammenhang mit der Rotor-Schlüsselmaschine Enigma verwendet und bezeichnet das wiederholte Auftreten derselben Enigma-Walze an derselben Position im Walzensatz an zwei aufeinanderfolgenden Tagen innerhalb eines Monats.
Clash darf nicht mit Crash (einer Buchstabenkollision in Klar- und Geheimtext) verwechselt werden.

## Hintergrund

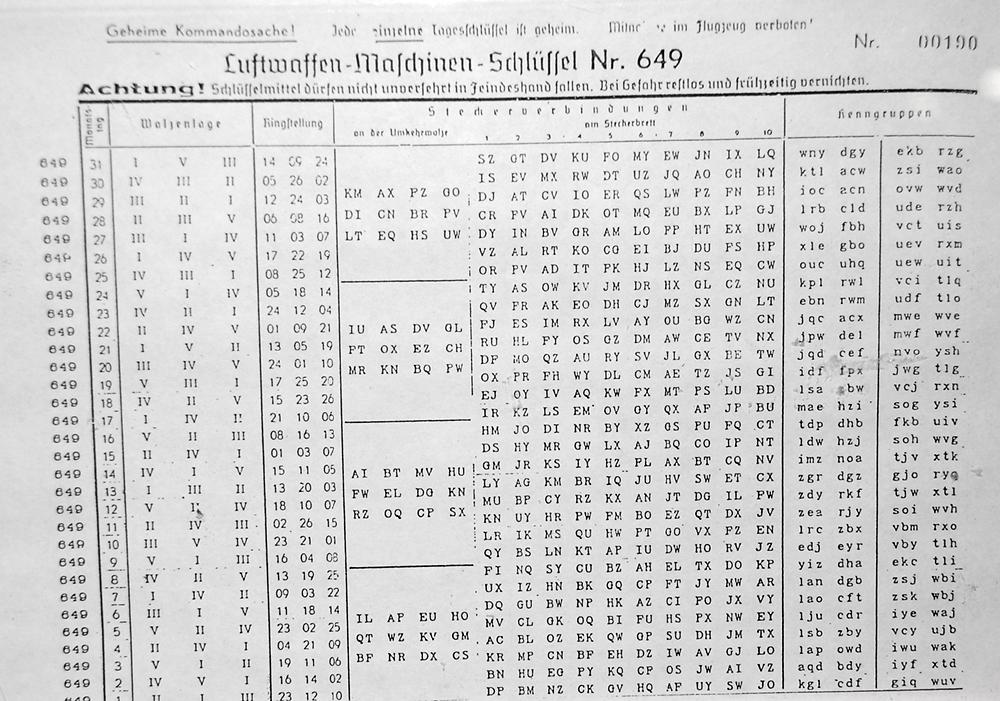
Diese Schlüsseltafel enthält, im Gegensatz zu den üblicherweise verwendeten, eine zusätzliche Spalte „Steckerverbindungen an der Umkehrwalze“, wie sie ab 1944 bei einigen Einheiten der Luftwaffe verwendet wurde (siehe auch: Umkehrwalze D). Die unter der Überschrift „Walzenlage“ aufgelisteten Teilschlüssel weisen, anders als es bei einer zufälligen Anordnung zu erwarten wäre, keinerlei Clashes auf – ein klares Indiz für den Menschlichen Faktor.

Während des Zweiten Weltkriegs nutzte die Wehrmacht die Enigma, um ihre geheimzuhaltenden Funksprüche zu verschlüsseln. Kritisches Element dabei ist der Schlüssel, der den befugten Empfänger der Nachricht in die Lage versetzt, den vom Sender erzeugten und an ihn gesandten Geheimtext zu entschlüsseln und so den ursprünglichen Klartext zu erhalten. Dazu gab es (damals streng geheime) Schlüsseltafeln, wie hier im Bild sichtbar, die den täglich wechselnden Schlüssel für einen kompletten Monat tabellarisch auflisteten, und vorab an Sender und Empfänger verteilt wurden. Für die bei Heer und Luftwaffe verwendete Enigma I standen fünf unterschiedliche Walzen zur Verfügung, die mit römischen Zahlen (I, II, III, IV und V) durchnummeriert waren. Der Benutzer wählte nach Vorgabe der Schlüsseltabelle drei der fünf Walzen aus und setzte diese nach der im Tagesschlüssel unter der Überschrift „Walzenlage“ vorgeschriebenen Anordnung ein. Für die Aufstellung des Schlüssels gab es für die Walzenlage 5·4·3 = 60 Möglichkeiten, wie an der folgenden Tabelle zu sehen (der Übersichtlichkeit halber hier mit arabischen Ziffern bezeichnet).
```
 123  124  125  132  134  135  142  143  145  152  153  154
 213  214  215  231  234  235  241  243  245  251  253  254
 312  314  315  321  324  325  341  342  345  351  352  354
 412  413  415  421  423  425  431  432  435  451  452  453
 512  513  514  521  523  524  531  532  534  541  542  543
```

Von den deutschen Stellen, wie der Gruppe III „Schlüsselversorgung“ der Chiffrierabteilung des OKW, wurden für die Aufstellung der Schlüsseltabellen spezielle Regeln erfunden, um vermeintlich die Gefahr des Erratens von Schlüsseln zu reduzieren. Dazu gehörte, dass sich eine Walze an zwei aufeinanderfolgenden Monatstagen nicht an derselben Stelle im Walzensatz befinden durfte, im Jargon der britischen Codebreakers war das eine Vermeidung von Clashes.
Wenn an einem bestimmten Tag als Walzenanordnung beispielsweise „I IV III“ vorgeschrieben war, mit der Bedeutung, dass die Walze I links, die Walze IV in der Mitte und die Walze III rechts in die Enigma einzusetzen ist, dann wurde von der deutschen Stelle, die die geheimen Schlüsseltafeln erzeugte, bewusst vermieden, dass am Folgetag die Walze I wieder links, die Walze IV erneut in der Mitte oder die Walze III noch einmal rechts vorkam. Durch diese Selbstbeschränkung standen somit am folgenden Tag einige Walzenlagen nicht mehr zur Verfügung beziehungsweise wurden bewusst vermieden. Die entsprechenden Fälle sind zur Illustration in der folgenden Tabelle durchgestrichen.
```
 
123
  
124
  
125
  
132
  
134
  
135
  
142
  
143
  
145
  
152
  
153
  
154

 
213
  214  215  231  234  235  
241
  
243
  
245
  251  
253
  254
 312  314  315  321  324  325  
341
  
342
  
345
  351  352  354
 412  
413
  415  421  
423
  425  431  432  435  451  452  
453

 512  
513
  514  521  
523
  524  531  532  534  
541
  
542
  
543
```

Dies hat zur Folge, dass statt der ursprünglich 60 Walzenlagen nur noch 32 zur Verfügung stehen, also kaum mehr als die Hälfte. Durch die vermeintlich schlaue Idee, Clashes zu vermeiden, wird tatsächlich die kombinatorische Komplexität der Enigma unnötig geschwächt.

## Non-Clashing Rule
Den Codebreakers blieb diese Eigenart der deutschen Schlüssel nicht verborgen und sie nannten sie die non-clashing rule (deutsch „Nicht-Zusammenstoß-Regel“).

Rule or principle not permitting, or tending to avoid, the same position for the same wheel on consecutive days.

„Regel oder Richtlinie, die die Verwendung derselben Walze an derselben Position [im Walzensatz] an aufeinanderfolgenden Tagen nicht erlaubt, beziehungsweise darauf abzielt, dies zu vermeiden.“

Dies führte zu einer Arbeitserleichterung für die Codeknacker, die aufgrund der genannten Regel eine Vielzahl von  Schlüsselkombinationen ausschließen konnten.